# Bivirkning (medicin)
En bivirkning karakteriseres som et medicinalprodukts uønskede virkning til forskel fra den tilsigtede effekt af præparatet. Bivirkning omtales oftest i flertal, da langt størstedelen af medicinalprodukter har flere bivirkninger. Dette gælder både for normal medicin og de naturmedicinpræparater der rent faktisk har en virkning.
Enhver brug af medicin er en afvejning af præparatets gavnlige effekt mod de risici og ulemper der er ved præparatets bivirkninger. Bivirkningerne er forskellige fra person til person, og påvirkes også af anden medicinindtagelse.

## Godkendelse og opfølgning
Afdækning af et præparats bivirkninger er en del præparatets godkendelsesfase.
Bivirkningerne skal oplyses på en indlægsseddel i pakningen og opgives efter hyppighed.
Efter præparatets godkendelse indrapporteres mistanke om bivirkninger til lægemiddelstyrelsen. Sundhedsfagligt personale, medicinbrugere og pårørende kan alle indberette bivirkninger på Lægemiddelstyrelsens hjemmeside. Dette gælder bivirkninger hos både dyr og mennesker.

## Udnyttelse af bivirkninger
Nogle bivirkninger kan være ønskede i forhold til andre sygdomme, og præparatet vil så blive testet for brug i forbindelse med disse sygdomme.